# Стрелюк Олександр Олександрович
Олекса́ндр Олекса́ндрович Стрелю́к (нар. 22 січня 1982, с. Косаківка, Нижньосірогозький район, Херсонська область, Українська РСР — пом. 2 березня 2015, с. Пищевик, Волноваський район, Донецька область, Україна) — український військовослужбовець, бойовий плавець, старший сержант Військово-морських сил Збройних сил України.

## Життєвий шлях
Народився 1982 року на Херсонщині, в селі Косаківка Нижньосірогозького району, у багатодітній родині — був старшим з п'ятьох дітей. 1988 переїхав з родиною до села Рубанівка Великолепетиського району, закінчив Рубанівську загальноосвітню школу № 2, в якій навчався з першого класу. Брав участь у шкільних та районних спортивних змаганнях, здобув багато перемог з легкої атлетики.
Протягом 2000—2001 проходив строкову службу у 84-ій окремій механізованій бригаді, в/ч А0279, с. Перевальне, АР Крим. Після армії мешкав у Херсоні. Працював у ПАТ «Херсонобленерго». Служив у міліції, — в Управлінні Державної служби охорони при МВС. Займався спортом, виборював перші місця на змаганнях серед груп затримання УДСО. Одночасно навчався в Національному юридичному університеті імені Ярослава Мудрого (Харків).
З 2013 — військовослужбовець 801-го окремого загону боротьби з підводними диверсійними силами та засобами, м. Севастополь. Після окупації Криму російськими військами навесні 2014 року виїхав із Севастополя до Одеси, де продовжив служити Україні; інструктор команди спеціальних операцій. В Одесі одружився.
Подавав рапорти на переведення в зону проведення антитерористичної операції. З 17 січня 2015 брав участь в АТО, на півдні Донецької області, — кулеметник.
Загинув 2 березня 2015 о 12:40 в секторі «М» (Маріуполь), між селами Павлопіль і Пищевик, під час бойового зіткнення з диверсійно-розвідувальною групою противника. Разом з Олександром від пострілу з підствольного гранатомету загинув мічман Олег Стороженко. Розвідгрупа отримала завдання перевірити один з блокпостів, і коли заїхала до села Пищевик, зіштовхнулася з російськими терористами. В автівці було шестеро бійців, один загинув на місці, другий помер дорогою до лікарні, ще двоє були поранені, один з них — важко.
4 березня з двома загиблими захисниками 801-го загону прощались в Одесі, у Будинку офіцерів. Похований на кладовищі села Рубанівка на Херсонщині.
Залишились мати Людмила Вікторівна і батько Олександр, в с. Рубанівка на Херсонщині, два брати та дві сестри і вагітна дружина Анастасія, яка також служить у ВМС ЗСУ за контрактом. 15 серпня 2015 Анастасію Стрелюк забезпечено житлом у місті Одеса (допомогу у вирішенні житлового питання надав благодійний фонд «Тільки разом» Ігоря Палиці). У вересні народилась донька Олександра Олександрівна, з пологового будинку її зустрічали військові моряки на чолі з командувачем ВМС та квартет Центру військово-музичного мистецтва ВМС ЗС України.

## Нагороди та вшанування
Указом Президента України № 270/2015 від 15 травня 2015 року — за особисту мужність і високий професіоналізм, виявлені у захисті державного суверенітету та територіальної цілісності України, вірність військовій присязі, — нагороджений орденом «За мужність» III ступеня (посмертно).
У селі Рубанівка на фасаді будівлі Рубанівської ЗОШ І—ІІІ ступенів № 2 встановлено меморіальну дошку.
В знак шани до Олександра Стрелюка на його честь названа одна з вулиць села Рубанівка.